# Ägidius Zsifkovics

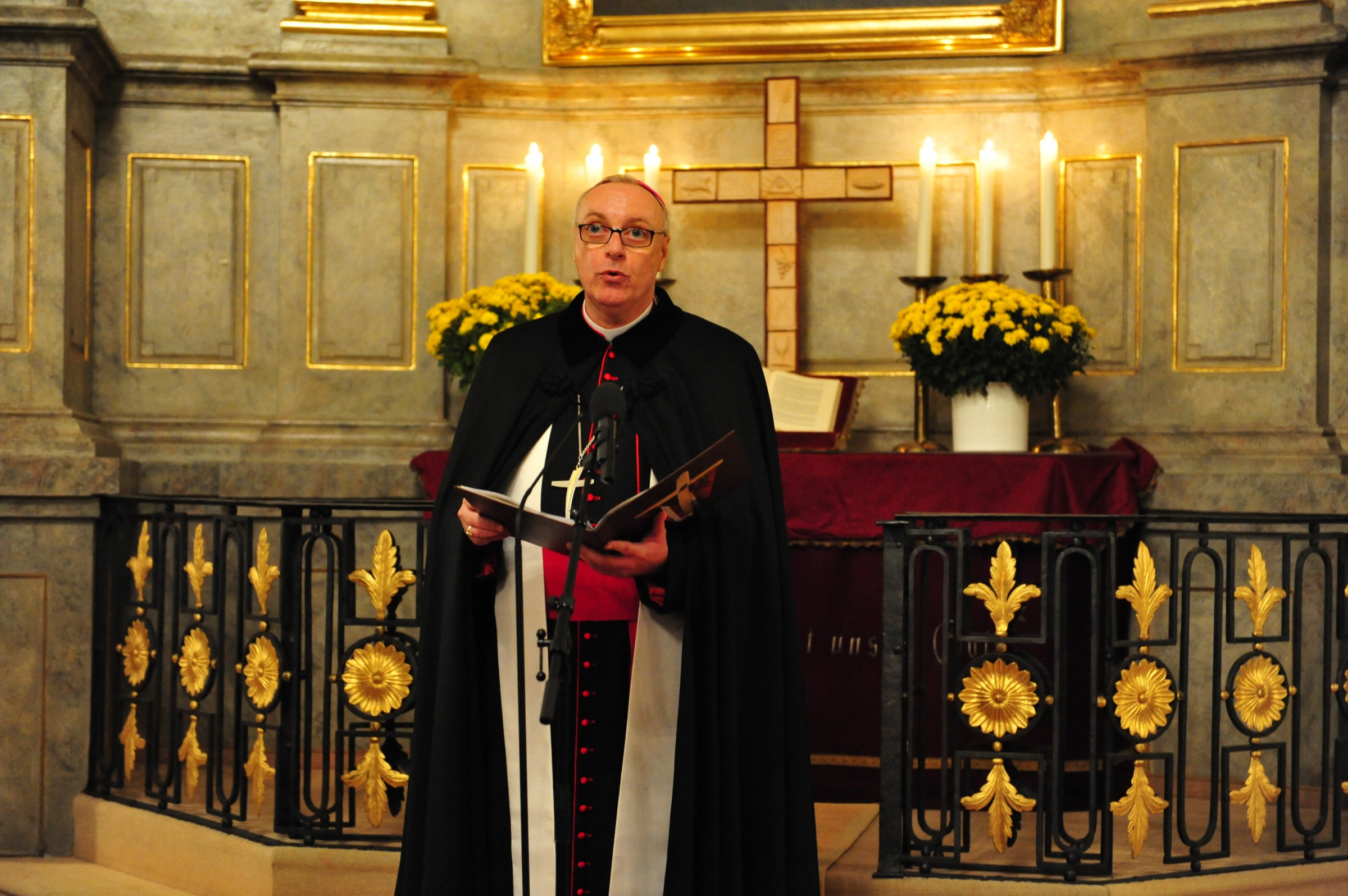
Bischof Ägidius Zsifkovics (2016)

Bischofswappen

Ägidius Johann Zsifkovics (* 16. April 1963 in Güssing, Burgenland) ist ein österreichischer katholischer Theologe und Bischof von Eisenstadt.

## Leben
Zsifkovics wuchs in Hackerberg, Pfarre Stinatz, im südlichen Burgenland, auf. Er gehört zur Volksgruppe der burgenländischen Kroaten. Er absolvierte die Volksschule in Hackerberg, trat danach ins Bischöfliche Knabenseminar in Mattersburg ein. 1981 maturierte er am Bundesgymnasium und Bundesrealgymnasium Mattersburg. Als Priesterseminarist studierte er an der Universität Wien und an der Universität Zagreb. Nach seiner Priesterweihe am 29. Juni 1987 in Eisenstadt war er als bischöflicher Sekretär von Bischof Stephan László tätig. Ab 1988 studierte er Kanonisches Recht an der Päpstlichen Universität Gregoriana in Rom, wo er mit einer von Péter Erdő als Doktorvater betreuten und am 2. Mai 1992 verteidigten Dissertationsschrift mit dem Titel Die Diözesangesetzgebung der Diözese Eisenstadt. Eine rechtsgeschichtliche Untersuchung zum Dr. iur. can. promoviert wurde. Anschließend leitete er das Bischöfliche Ordinariat in Eisenstadt. Zsifkovics war einige Zeit Vizerektor des Instituts Santa Maria dell’Anima in Rom.
Ab 1999 war er, auf Vorschlag des damaligen Vorsitzenden der Österreichischen Bischofskonferenz, Kardinal Christoph Schönborn, deren Generalsekretär. Zudem war Zsifkovics ab 1994 Pfarrer der nordburgenländischen Gemeinde Wulkaprodersdorf/Vulkaprodrštof, Leiter des Referates für die pastoralen Belange des kroatischen Volksteiles und Chefredakteur der burgenländisch-kroatischen Kirchenzeitung Glasnik.
Im Juli 2010 wurde er durch Papst Benedikt XVI. zum Nachfolger des Eisenstädter Bischofs Paul Iby ernannt. Die Bischofsweihe empfing er am 25. September 2010 in der Eisenstädter Domkirche St. Martin durch den Wiener Erzbischof Christoph Schönborn; Mitkonsekratoren waren der Erzbischof von Zagreb, Josip Kardinal Bozanić, und sein Amtsvorgänger, Bischof Paul Iby.

## Wirken
Seit 1992 ist er Mitglied des Priesterrats und seit 1993 Mitglied der Personalkommission der Diözese Eisenstadt.
Anlässlich seiner Ernennung in Eisenstadt betonte er seinen Willen zur „Zusammenarbeit mit allen auf Augenhöhe und im Geist der Communio“ und stellte das Zusammenleben der Volksgruppen im Burgenland in den Fokus.
In der Österreichischen Bischofskonferenz ist er zuständig für die Bereiche Europa (ComECE) sowie Flucht, Migration und Integration.

## Theologische Positionen (Auswahl)
2010 verneinte Zsifkovics die Frauenordination, wobei er "auf dem Boden der kirchlichen Lehre" stehe. Im April 2023 befürwortete er die Freiwilligkeit des Zölibates für römisch-katholische Priester.

## Ehrungen und Auszeichnungen
- 1997: Wirklicher Konsistorialrat
- 2000: Päpstlicher Ehrenkaplan („Monsignore“)
- 2009: Großes Ehrenzeichen des Landes Burgenland
- 2014: Aufnahme in die Bruderschaft von Santa Maria dell’Anima (Animabruderschaft)
- 2015: Ehrenbürger von Eisenstadt[7]

## Veröffentlichungen
- Ägidius Zsifkovics: 150 Jahre Österreichische Bischofskonferenz 1849–1999. Dokumentation. NORKA, Klosterneuburg 1999, ISBN 3-85050-025-X.